# Tindaria martiniana
Tindaria martiniana — вид двостулкових молюсків родини Tindariidae. Це морський демерсальний вид, що мешкає в Тихому океані біля берегів Каліфорнії на глибині близько 2000 м.